# Bevollmächtigter der Bundesregierung für Pflege
Das Amt des Bevollmächtigten der Bundesregierung für Pflege, kurz Pflegebevollmächtigter der Bundesregierung, im Geschäftsbereich des deutschen Bundesministeriums für Gesundheit wurde mit Kabinettbeschluss vom 8. Januar 2014 geschaffen. Am selben Tag wurde Karl-Josef Laumann in das Amt des Beauftragten der Bundesregierung für die Belange der Patientinnen und Patienten und als Bevollmächtigter für Pflege im Range eines Staatssekretärs berufen. Von 2018 bis 2021 hatte Andreas Westerfellhaus dieses Amt inne. 2022 bis 2025 übte Claudia Moll das Amt der Pflegebeauftragten aus. Seit 2025 ist Katrin Staffler (CSU) Pflegebevollmächtigte der Bundesregierung.
In einigen Bundesländern gibt es Patienten- und Pflegebevollmächtigte auf Landesebene.

## Aufgaben, Aktivitäten und Stellungnahmen
Der Bevollmächtigte der Bundesregierung für Pflege „tritt für die Interessen der Pflegebedürftigen im politischen Raum ein und setzt sich dafür ein, dass ihre Belange im Mittelpunkt des Pflege- und Gesundheitssystems stehen. Er ist Ansprechpartner für alle in der Pflege Beteiligten“.
Bundesministerien und -behörden haben den Pflegebevollmächtigten „bei allen Gesetzes-, Verordnungs- und sonstigen wichtigen Vorhaben mit Pflegebezug“ zu beteiligen.
Der Pflegebevollmächtigte ist unter anderem für das deutschlandweite Projekt „Gute Arbeitsbedingungen in der Pflege zur Vereinbarkeit von Pflege, Familie und Beruf (GAP)“ verantwortlich. Dieses Projekt richtet sich insbesondere an kleine und mittelständische Pflegeeinrichtungen.
Im Jahr 2019 schlug der Pflegebevollmächtigte vor, pflegende Angehörige durch einen „Pflege Ko-Piloten“ als festen, vertrauensvollen Ansprechpartner unterstützen zu lassen. Die Beratung durch einen Pflege Ko-Piloten solle freiwillig sein, und keinerlei Kontroll- oder Überwachungsfunktion beinhalten. Im März 2021 richtete der Pflegebevollmächtigte gemeinsam mit dem Behindertenbeauftragten der Bundesregierung Jürgen Dusel und der Patientenbeauftragten der Bundesregierung Claudia Schmidtke einen gemeinsamen Appell an die Regierungsparteien, die Finanzierung für die Begleitung von Menschen mit Assistenzbedarf im Krankenhaus gesetzlich zu regeln. Er begrüßte den am 16. Juni 2021 verabredeten Kompromiss, der eine Finanzierung einer Begleitung durch Angehörige durch die Krankenkasse und eine Finanzierung einer Begleitung durch Mitarbeitende von Behindertenhilfe-Einrichtungen durch die Träger der Eingliederungshilfe vorsieht.
Die Pflegereform vom Juni 2021 bewertete Westerfellhaus als Schritt in die richtige Richtung und forderte zugleich weitere Reformschritte, damit pflegende Angehörige und Pflegebedürftige „stärker bei der Pflege zu Hause unterstützt werden – durch eine passgenaue Beratung, deutlich mehr Flexibilität und Transparenz der Pflegeversicherungsleistungen sowie eine Dynamisierung des Pflegegeldes“.